# Mike Campbell (musicista)
Michael Wayne Campbell, detto Mike (Jacksonville, 1º febbraio 1950), è un chitarrista statunitense, membro del gruppo Tom Petty and the Heartbreakers e dei Fleetwood Mac.

## Biografia
Nato in Florida, inizia a suonare a 16 anni sotto l'influenza di artisti come Bob Dylan e The Byrds. Incontra Tom Petty con cui suona nel gruppo Mudcrutch e quindi si trasferisce a Los Angeles, dove la band registra un album pubblicato nel 1974. In seguito viene costituito il gruppo Tom Petty and the Heartbreakers, di cui fanno parte anche Ron Blair, Benmont Tench e Stan Lynch. 
Campbell è coproduttore, chitarrista, polistrumentista e anche coautore nel gruppo.
Parallelamente ha collaborato con diversi artisti tra cui Don Henley, Johnny Cash, Fleetwood Mac, Tracy Chapman, George Harrison, Stevie Nicks, Roger McGuinn, Roy Orbison, Bad Religion, The Dandy Warhols, Bob Dylan e altri. Il nome di un suo progetto è The Dirty Knobs. Dal 1974 è sposato con Marcie; la coppia ha tre figli.
Il 9 aprile 2018 i Fleetwood Mac hanno annunciato che Campbell si unirà alla loro band insieme a Neil Finn per sostituire il chitarrista Lindsey Buckingham.